# Ancyroniscus bonnieri
Ancyroniscus bonnieri is een pissebed uit de familie Cabiropidae. De wetenschappelijke naam van de soort is voor het eerst geldig gepubliceerd in 1919 door Caullery & Mesnil.